# Tim Montgomery
Timothy "Tim" Montgomery (* 28. ledna 1975 Gaffney, Jižní Karolína) je bývalý americký atlet, sprinter, který se specializoval na běh na 100 metrů. V roce 2002 dokonce zaběhl tehdejší světový rekord na této trati časem 9,78 sekundy, ten byl ale o tři roky později anulován kvůli jeho prokázané dopingové aféře. Tehdy se stal ústřední postavou v aféře firmy BALCO, stejně jako jeho ještě slavnější partnerka Marion Jonesová. Výsledně byly zrušeny všechny Montgomeryho úspěchy, dosažené od MS v Edmontonu v roce 2001. V roce 2008 byl odsouzen k 46 měsícům vězení. Má čtyři děti, z toho jednoho syna s Marion Jonesovou. Jeho platným osobním rekordem na 100 metrů je čas 9,92 sekundy.